# NGC 4027
NGC 4027 est une galaxie spirale barrée magellanique située dans la constellation du Corbeau. NGC 4027 a été découverte par l'astronome germano-britannique William Herschel en 1785.

## Caractéristiques
La classe de luminosité de NGC 4027 est IV-V et elle présente une large raie HI. Elle renferme également des régions d'hydrogène ionisé.

### Distance
Sa vitesse par rapport au fond diffus cosmologique est de
Sa vitesse par rapport au fond diffus cosmologique est de 2 026 ± 26 km/s, ce qui correspond à une distance de Hubble de 29,88 ± 2,13 Mpc (∼97,5 millions d'al).
À ce jour, neuf mesures non basées sur le décalage vers le rouge (redshift) donnent une distance de 12,242 ± 6,128 Mpc (∼39,9 millions d'al), ce qui est nettement à l'extérieur des valeurs de la distance de Hubble. Puisque cette galaxie est relativement rapprochée du Groupe local, cette distance est peut-être plus près de sa distance réelle que la distance de Hubble. Notons que c'est avec la valeur moyenne des mesures indépendantes, lorsqu'elles existent, que la base de données NASA/IPAC calcule le diamètre d'une galaxie.

### Luminosité dans l'infrarouge
La luminosité de la galaxie NGC 4027 dans l'infrarouge lointain (de 40 à 400 µm)  est égale à 1,82 × 1010 {\displaystyle L_{\odot }} (1010,26{\displaystyle L_{\odot }}) et sa luminosité totale dans l'infrarouge (de 8 à 1 000 µm) est de 2,29 × 1010 {\displaystyle L_{\odot }} (1010,36{\displaystyle L_{\odot }}).

## Morphologie

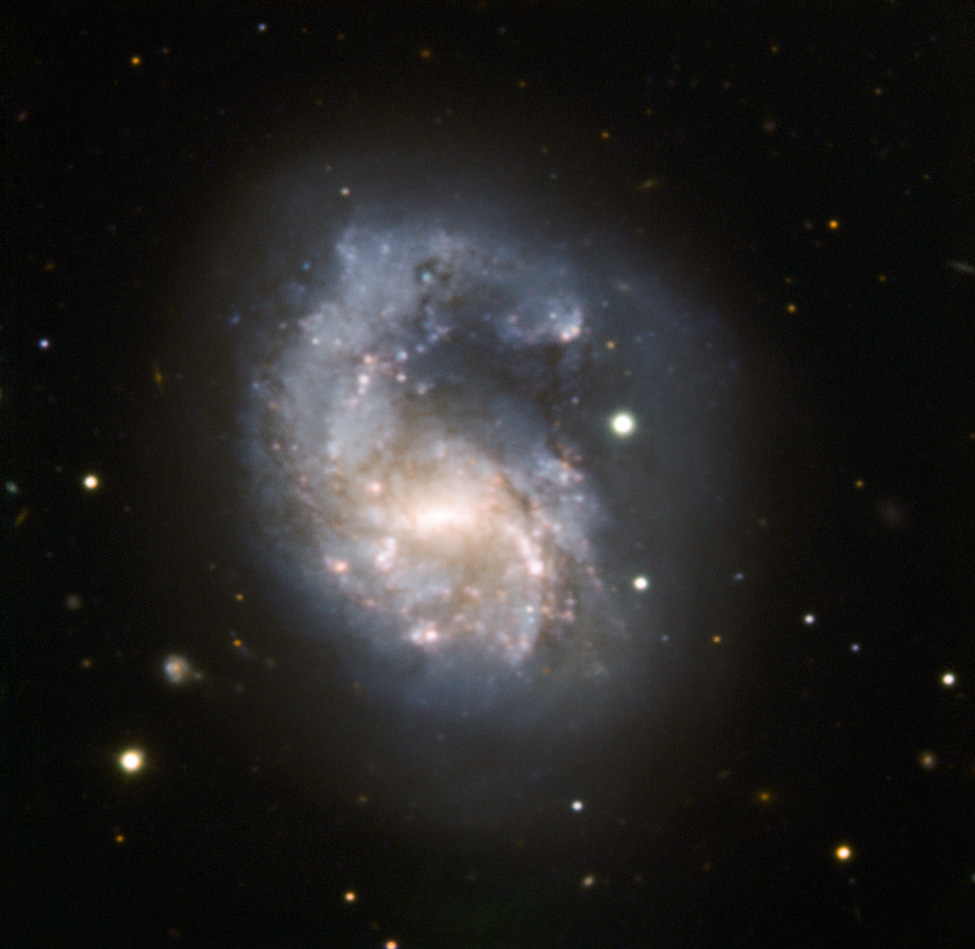
NGC 4027 par l'ESO à l'observatoire de La Silla au Chili.

NGC 4027 a été utilisée par Gérard de Vaucouleurs comme une galaxie de type morphologique SB(s)dm dans son atlas des galaxies,.
Eskridge, Frogel et Pogge ont publié un article en 2002 décrivant la morphologie de 205 galaxies spirales ou lenticulaires rapprochées. Les observations ont été réalisées dans la bande H de l'infrarouge et dans la bande B (le bleu). Selon Eskridge et ses collègues, NGC 4027 est de type SABbc dans la bande B et dans la bande H. Il n'y a pas de bulbe dans la galaxie NGC 4027. Son noyau est encastré dans une barre et deux bras spiraux partent des extrémités de celle-ci. Le bras sud est court, s'enroulant sur moins de 90° avant de s'estomper. Il présente plusieurs vastes nœuds brillants de formation d’étoiles. Le bras nord est diffus et large, mais il serpente à près de 180° avant de s'estomper. Il ne présente pas de nœuds évidents. Les deux bras sont intégrés dans un disque diffus. 

## Arp 22, une rencontre ancienne entre deux galaxies?

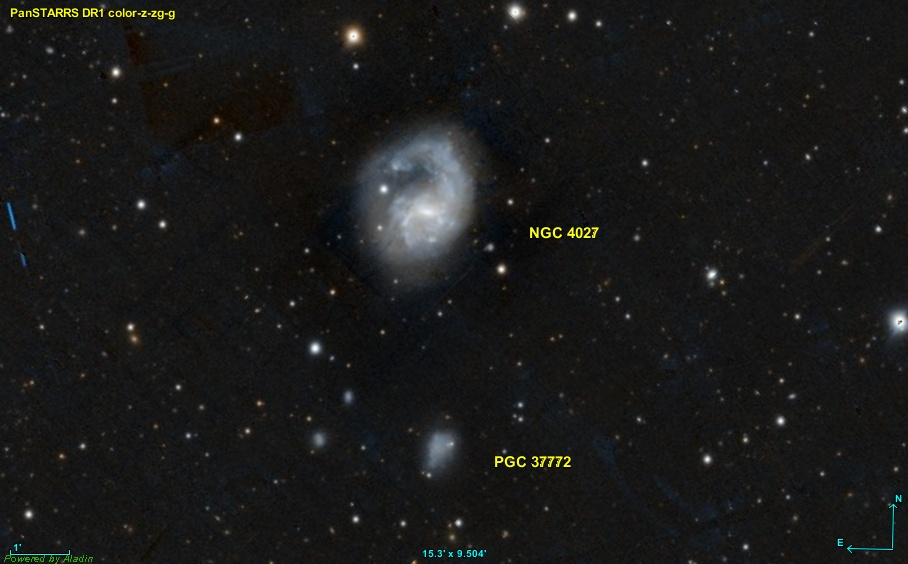
La paire de galaxies NGC 4027 et NGC 4027A (PGC 37772).

NGC 4027 figure dans l'atlas des galaxies particulières de Halton Arp sous la désignation Arp 22. Halton Arp décrit celle-ci comme un exemple d'une galaxie spirale avec un seul bras. On pense que cette caractéristique provient d'une ou d'un passage rapproché avec une autre galaxie il y a des millions d'années. La galaxie PGC 37772 (NGC 4027B) est la candidate probable de cette interaction.

## Supernova
La supernova SN 1996W a été découverte dans NGC 4027 le 10 avril 1996 par W. D. Li, Y. L. Qiu, Q. Y. Qiao, J. Ma, et J. Y. Hu de l'observatoire astronomique de Pékin (BAO). Cette supernova était de type Ia.

## Groupe de NGC 4038
Selon A.M. Garcia, la galaxie NGC 4027 fait partie d'un groupe de galaxies qui compte au moins 27 membres, le groupe de NGC 4038. Les autres membres du New General Catalogue du groupe sont NGC 3955, NGC 3956, NGC 3957, NGC 3981, NGC 4024, NGC 4033, NGC 4035, les galaxies des Antennes (NGC 4038 et NGC 4039) ainsi que NGC 4050.

### Superamas de la Vierge (Superamas local)
Le groupe de NGC 4038 fait partie du superamas de la Vierge aussi appelé le Superamas local,.